# جوائز الفيفا للأفضل كرويا 2019
جوائز الفيفا للأفضل كروياً 2019 (بالإنجليزية: The Best FIFA Football Awards 2019)‏ هو الحفل الرابع لجائزة الأفضل التي ابتدعتها الفيفا، وسيُقام في لا سكالا في مدينة ميلانو، إيطاليا.

## المرشحين

### جائزة الفيفا لأفضل لاعب
تم الكشف عن القائمة المختصرة لأفضل 10 لاعبين في 31 يوليو 2019. تم الإعلان عن المرشحين الثلاثة في 2 سبتمبر 2019.
| #                  | اللاعب             | النادي                | المنتخب الوطني     | النسبة             |
| المرشحين النهائيين | المرشحين النهائيين | المرشحين النهائيين    | المرشحين النهائيين | المرشحين النهائيين |
| ------------------ | ------------------ | --------------------- | ------------------ | ------------------ |
| 1                  | ليونيل ميسي        | برشلونة               | الأرجنتين          | 46                 |
| 2                  | فيرجيل فان ديك     | ليفربول               | هولندا             | 38                 |
| 3                  | كريستيانو رونالدو  | يوفنتوس               | البرتغال           | 36                 |
| المرشحين الآخرين   |                    |                       |                    |                    |
| 4                  | محمد صلاح          | ليفربول               | مصر                | 26                 |
| 5                  | ساديو ماني         | ليفربول               | السنغال            | 23                 |
| 6                  | كيليان مبابي       | باريس سان جيرمان      | فرنسا              | 17                 |
| 7                  | فرينكي دي يونغ     | - أياكس - برشلونة     | هولندا             | 16                 |
| 8                  | إدين هازارد        | - تشيلسي - ريال مدريد | بلجيكا             | 16                 |
| 9                  | ماتيس دي ليخت      | - أياكس - يوفنتوس     | هولندا             | 9                  |
| 10                 | هاري كين           | توتنهام هوتسبير       | إنجلترا            | 5                  |

### جائزة الفيفا لأفضل حارس
تم الإعلان عن المرشحين الثلاثة في 2 سبتمبر 2019.
| #                  | اللاعب                | النادي             | المنتخب الوطني     | النسبة             |
| المرشحين النهائيين | المرشحين النهائيين    | المرشحين النهائيين | المرشحين النهائيين | المرشحين النهائيين |
| ------------------ | --------------------- | ------------------ | ------------------ | ------------------ |
| 1                  | أليسون                | ليفربول            | البرازيل           |                    |
| 2                  | مارك أندريه تير شتيغن | برشلونة            | ألمانيا            |                    |
| 3                  | إيدرسون               | مانشستر سيتي       | البرازيل           |                    |

### جائزة الفيفا لأفضل مدرب (للرجال)
تم الكشف عن القائمة المختصرة لأفضل 10 مدربين في 31 يوليو 2019. تم الإعلان عن المرشحين الثلاثة في 2 سبتمبر 2019.
| #                  | المدرب             | الفريق             | النسبة             |  |
| المرشحين النهائيين | المرشحين النهائيين | المرشحين النهائيين | المرشحين النهائيين |  |
| ------------------ | ------------------ | ------------------ | ------------------ |  |
| 1                  | يورغن كلوب         | ليفربول            | 48                 |  |
| 2                  | بيب غوارديولا      | مانشستر سيتي       | 38                 |  |
| 3                  | ماوريسيو بوتشيتينو | توتنهام هوتسبير    | 27                 |  |
| المرشحين الآخرين   |                    |                    |                    |  |
| 4                  | إيرك تين هاغ       | أياكس              | 26                 |  |
| 5                  | جمال بلماضي        | الجزائر            | 26                 |  |
| 6                  | ديدييه ديشان       | فرنسا              | 19                 |  |
| 7                  | فرناندو سانتوس     | البرتغال           | 16                 |  |
| 8                  | تيتي               | البرازيل           | 12                 |  |
| 9                  | مارسيلو غالاردو    | ريفر بليت          | 10                 |  |
| 10                 | ريكاردو غاريكا     | بيرو               | 10                 |  |

### جائزة الفيفا لأفضل لاعبة
تم الكشف عن القائمة المختصرة لأفضل 12 لاعبة في 31 يوليو 2019. تم الإعلان عن المرشحين الثلاثة في 2 سبتمبر 2019.
| #                  | اللاعب             | النادي                         | المنتخب الوطني     | النسبة             |
| المرشحين النهائيين | المرشحين النهائيين | المرشحين النهائيين             | المرشحين النهائيين | المرشحين النهائيين |
| ------------------ | ------------------ | ------------------------------ | ------------------ | ------------------ |
| 1                  | ميغان رابينو       | رين                            | الولايات المتحدة   | 46                 |
| 2                  | أليكس مورغان       | أورلاندو برايد                 | الولايات المتحدة   | 42                 |
| 3                  | لوسي برونز         | ليون                           | إنجلترا            | 29                 |
| المرشحين الآخرين   |                    |                                |                    |                    |
| 4                  | أماندين هنري       | ليون                           | فرنسا              | 23                 |
| 5                  | فيفيان ميديما      | أرسنال                         | هولندا             | 23                 |
| 6                  | روز لافيل          | واشنطن سبيريت                  | الولايات المتحدة   | 21                 |
| 7                  | جولي إرتز          | شيكاغو رد ستارز                | الولايات المتحدة   | 18                 |
| 8                  | آدا هيغربرغ        | ليون                           | النرويج            | 15                 |
| 9                  | ويندي رينار        | ليون                           | فرنسا              | 9                  |
| 10                 | إيلين وايت         | - برمنغهام سيتي - مانشستر سيتي | إنجلترا            | 7                  |
| 11                 | سامانثا كر         | - شيكاغو رد ستارز - برث غلوري  | أستراليا           | 0                  |
| 12                 | كارولين هانسن      | - فولفسبورغ - برشلونة          | النرويج            | 0                  |

### جائزة الفيفا لأفضل حارسة
تم الإعلان عن المرشحين الثلاثة في 2 سبتمبر 2019.
| #                  | اللاعب             | النادي               | المنتخب الوطني     | النسبة             |
| المرشحين النهائيين | المرشحين النهائيين | المرشحين النهائيين   | المرشحين النهائيين | المرشحين النهائيين |
| ------------------ | ------------------ | -------------------- | ------------------ | ------------------ |
| 1                  | ساري فان فينيندال  | أرسنال أتلتيكو مدريد | هولندا             |                    |
| 2                  | كريستيان إندلر     | باريس سان جيرمان     | تشيلي              |                    |
| 3                  | هيدفيج ليندال      | تشيلسي فولفسبورغ     | السويد             |                    |

### جائزة الفيفا لأفضل مدرب (للسيدات)
تم الكشف عن القائمة المختصرة لأفضل 10 مدربين/مدربات في 31 يوليو 2019. تم الإعلان عن المرشحين الثلاثة في 2 سبتمبر 2019.
| #                  | المدرب/المدربة     | الفريق               | النسبة             |  |
| المرشحين النهائيين | المرشحين النهائيين | المرشحين النهائيين   | المرشحين النهائيين |  |
| ------------------ | ------------------ | -------------------- | ------------------ |  |
| 1                  | جيل إليس           | الولايات المتحدة     | 48                 |  |
| 2                  | سارينا ويجمان      | هولندا               | 40                 |  |
| 3                  | فيل نيفيل          | إنجلترا              | 31                 |  |
| المرشحين الآخرين   |                    |                      |                    |  |
| 4                  | رينالد بيدروس      | ليون                 | 28                 |  |
| 5                  | بيتر غيرهاردسون    | السويد               | 23                 |  |
| 6                  | ميلينا بيرتوليني   | إيطاليا              | 22                 |  |
| 7                  | فوتوشي إيكيدا      | اليابان تحت 20 سنة   | 13                 |  |
| 8                  | أنتونيا ايز        | إسبانيا تحت 17 سنة   | 12                 |  |
| 9                  | جو مونتيمورو       | أرسنال               | 10                 |  |
| 10                 | باول رايلي         | نورث كارولاينا كوريج | 5                  |  |

### جائزة الفيفا للعب النظيف
| الفائز                             | السبب                                                                                                 |
| ---------------------------------- | --- |
| مارسيلو بيلسا وتشكيلة ليدز يونايتد | أمر فريقه ليدز يونايتد بالسماح لخصمه أستون فيلا بالتسجيل بعد أن سجل هدفًا أثناء إصابة أحد لاعبي الخصم. |

### جائزة بوشكاش
تم الإعلان عن المرشحين الثلاثة في 2 سبتمبر 2019.
| #                  | اللاعب               | المباراة                      | المسابقة                                   | التاريخ            | النسبة             |  |
| المرشحين النهائيين | المرشحين النهائيين   | المرشحين النهائيين            | المرشحين النهائيين                         | المرشحين النهائيين | المرشحين النهائيين |  |
| ------------------ | -------------------- | ----------------------------- | ------------------------------------------ | ------------------ | ------------------ |  |
| 1                  | دانيل زوري           | دبرتسني – فيرينتسفاروشي       | البطولة الوطنية الأولى 2018–19             | 16 فبراير 2019     |                    |  |
| 2                  | ليونيل ميسي          | ريال بيتيس – برشلونة          | الدوري الإسباني لكرة القدم 2018–19         | 17 مارس 2019       |                    |  |
| 3                  | خوان فرناندو كينتيرو | ريفر بليت – راسينغ            | دوري الدرجة الأولى الأرجنتيني 2018–19      | 10 فبراير 2019     |                    |  |
| المرشحين الآخرين   |                      |                               |                                            |                    |                    |  |
|                    | ماتيوس كونها         | باير ليفركوزن – آر بي لايبزيغ | الدوري الألماني الدرجة الأولى 2018–19      | 6 أبريل 2019       |                    |  |
|                    | زلاتان إبراهيموفيتش  | تورونتو – غلاكسي              | الدوري الأمريكي لكرة القدم 2018            | 15 سبتمبر 2018     |                    |  |
|                    | اجاره نشوت           | الكاميرون – نيوزيلندا         | كأس العالم للسيدات 2019                    | 20 يونيو 2019      |                    |  |
|                    | فابيو كوالياريلا     | سامبدوريا – نابولي            | الدوري الإيطالي الدرجة الأولى 2018–19      | 2 سبتمبر 2018      |                    |  |
|                    | إيمي رودريغز         | يوتا رويالز – سكاي بلو        | الدوري الوطني لكرة القدم للسيدات 2019      | 16 يونيو 2019      |                    |  |
|                    | بيلي سيمبسون         | سيون سويفت – كليفتونفيل       | دوري أيرلندا الشمالية الممتاز للسيدات 2018 | 9 أغسطس 2018       |                    |  |
|                    | أندروس تاونسيند      | مانشستر سيتي – كريستال بالاس  | الدوري الإنجليزي الممتاز 2018–19           | 22 ديسمبر 2018     |                    |  |

### جائزة الفيفا لأفضل جمهور
تم الإعلان عن المرشحين الثلاثة في 2 سبتمبر 2019.
| # | المشجع/الجمهور | المباراة | المسابقة               | التاريخ          | النسبة |
| - | -------------- | -------- | ---------------------- | ---------------- | ------ |
| 1 | سيلفيا جريكو   | متعددة   | مباريات بالميراس       | متعددة           | 58%    |
| 2 | خوستو سانشيز   | متعددة   | مباريات رامبلا جونيورز | متعددة           | 32%    |
| 3 | جمهور هولندا   | متعددة   | كأس العالم للسيدات     | يونيو–يوليو 2019 | 10%    |

### جائزة فيفبرو (للرجال)
تم إعلان القائمة المختصرة لـ55 لاعب في 5 سبتمبر 2019. في 23 سبتمبر تم الإعلان عن التشكيلة.
| اللاعب            | النادي                |
| الحارس            | الحارس                |
| ----------------- | --------------------- |
| أليسون            | ليفربول               |
| الدفاع            |                       |
| ماتيس دي ليخت     | - أياكس - يوفنتوس     |
| مارسيلو           | ريال مدريد            |
| سيرخيو راموس      | ريال مدريد            |
| فيرجيل فان ديك    | ليفربول               |
| الوسط             |                       |
| فرينكي دي يونغ    | - أياكس - برشلونة     |
| إدين هازارد       | - تشيلسي - ريال مدريد |
| لوكا مودريتش      | ريال مدريد            |
| الهجوم            |                       |
| كريستيانو رونالدو | يوفنتوس               |
| كيليان مبابي      | باريس سان جيرمان      |
| ليونيل ميسي       | برشلونة               |

ترتيب المرشحين الآخرين
| #      | اللاعب                | النادي                         |
| الحراس | الحراس                | الحراس                         |
| ------ | --------------------- | ------------------------------ |
| 2      | مارك أندريه تير شتيغن | برشلونة                        |
| 3      | دافيد دي خيا          | مانشستر يونايتد                |
| 4      | إيدرسون               | مانشستر سيتي                   |
| 5      | يان أوبلاك            | أتلتيكو مدريد                  |
| الدفاع |                       |                                |
| 5      | داني ألفيس            | - باريس سان جيرمان - ساو باولو |
| 6      | ترنت ألكساندر-أرنولد  | ليفربول                        |
| 7      | أندرو روبرتسون        | ليفربول                        |
| 8      | جوردي ألبا            | برشلونة                        |
| 9      | جيرارد بيكيه          | برشلونة                        |
| 10     | تياغو سيلفا           | باريس سان جيرمان               |
| 11     | كايل ووكر             | مانشستر سيتي                   |
| 12     | رافاييل فاران         | ريال مدريد                     |
| 13     | خاليدو كوليبالي       | نادي نابولي                    |
| 14     | جوشوا كيميش           | بايرن ميونخ                    |
| 15     | جورجيو كيلليني        | يوفنتوس                        |
| 16     | داني كارفاخال         | ريال مدريد                     |
| 17     | إيميرك لابورتي        | مانشستر سيتي                   |
| 18     | دييغو غودين           | - أتلتيكو مدريد - إنتر ميلان   |
| 19     | جواو كانسيلو          | - يوفنتوس - مانشستر سيتي       |
| 20     | أليكس ساندرو          | يوفنتوس                        |
| الوسط  |                       |                                |
| 4      | نغولو كانتي           | تشيلسي                         |
| 5      | سيرجيو بوسكيتس        | برشلونة                        |
| 6      | برناردو سيلفا         | مانشستر سيتي                   |
| 7      | بول بوغبا             | مانشستر يونايتد                |
| 8      | كيفين دي بروين        | مانشستر سيتي                   |
| 9      | توني كروس             | ريال مدريد                     |
| 10     | إيفان راكيتيتش        | برشلونة                        |
| 11     | آرتور                 | برشلونة                        |
| 12     | أرتورو فيدال          | برشلونة                        |
| 13     | كاسيميرو              | ريال مدريد                     |
| 14     | كريستيان إريكسن       | توتنهام هوتسبير                |
| 15     | دوشان تاديتش          | أياكس                          |
| الهجوم |                       |                                |
| 4      | ساديو ماني            | ليفربول                        |
| 5      | محمد صلاح             | ليفربول                        |
| 6      | نيمار                 | باريس سان جيرمان               |
| 7      | لويس سواريز           | برشلونة                        |
| 8      | سيرخيو أغويرو         | مانشستر سيتي                   |
| 9      | رحيم ستيرلينغ         | مانشستر سيتي                   |
| 10     | هاري كين              | توتنهام هوتسبير                |
| 11     | روبرتو فيرمينو        | ليفربول                        |
| 12     | أنطوان غريزمان        | - أتلتيكو مدريد - برشلونة      |
| 13     | روبرت ليفاندوفسكي     | بايرن ميونخ                    |
| 14     | سون هيونغ مين         | توتنهام هوتسبير                |
| 15     | كريم بنزيما           | ريال مدريد                     |

## وصلات خارجية
- الموقع الرسمي